# Leptoceriella aemulator
Leptoceriella aemulator är en nattsländeart som beskrevs av Schmid 1993. Leptoceriella aemulator ingår i släktet Leptoceriella och familjen långhornssländor. Inga underarter finns listade i Catalogue of Life.